# ツール・ド・フランス2003
ツール・ド・フランス2003（フランス語: Tour de France 2003）は、ツール・ド・フランスとしては90回目の大会。100周年記念大会として2003年7月5日から7月27日まで、全20ステージ、全行程3350kmで行われた。この大会から、現在使用されている大会ロゴマークが採用されている。

## 概要
100周年を記念し、通常は最終ゴールのみとなるパリにてプロローグが行われた。その後1週目のうちにアルプスを攻略、2週目～3週目にピレネーのステージが行われ、最終日は再びパリに戻る。

## 各区間の優勝者と総合首位者
| 区間   | 日   | 行程                                                      | km            | 区間優勝                     | 総合首位                       |
| ------ | ---- | --------------------------------------------------------- | ------------- | ---------------------------- | ------------------------------ |
| Pro.   | 7/5  | パリ（エッフェル塔） - パリ（ラ・モット・ピケ通り）       | 6,5 (個人TT)  | ブラッドリー・マギー         | ブラッドリー・マギー           |
| 1      | 7/6  | サン・ドニ - モンジュロン - ムオー                        | 168           | アレサンドロ・ペタッキ       | ブラッドリー・マギー           |
| 2      | 7/7  | ラ・フェルテ=スー=ジョアール - スダン                     | 204,5         | バーデン・クック             | ブラッドリー・マギー           |
| 3      | 7/8  | シャルルヴィル＝メジエール - サン・ディジエ               | 167,5         | アレサンドロ・ペタッキ       | ジャン・パトリック・ナソン     |
| 4      | 7/9  | ジョアンヴィル - サン・ディジエ                           | 69 (チームTT) | USポスタルサービス           | ヴィクトール・ユーゴ・ペーニャ |
| 5      | 7/10 | トロワ - ヌヴェール                                       | 196,5         | アレサンドロ・ペタッキ       | ヴィクトール・ユーゴ・ペーニャ |
| 6      | 7/11 | ヌヴェール - リヨン                                       | 230           | アレサンドロ・ペタッキ       | ヴィクトール・ユーゴ・ペーニャ |
| 7      | 7/12 | リヨン - モルジヌ                                         | 230,5         | リシャール・ビランク         | リシャール・ビランク           |
| 8      | 7/13 | サランシェ - ラルプ・デュエズ                             | 219           | イバン・マヨ                 | ランス・アームストロング       |
| 9      | 7/14 | ブール・ドワサン - ギャップ                               | 184,5         | アレクサンドル・ヴィノクロフ | ランス・アームストロング       |
| 10     | 7/15 | ギャップ - マルセイユ                                     | 219,5         | ヤコブ・ピール               | ランス・アームストロング       |
| 休息日 |      |                                                           |               |                              |                                |
| 11     | 7/17 | ナルボンヌ - トゥールーズ                                 | 153,5         | フアンアントニオ・フレチャ   | ランス・アームストロング       |
| 12     | 7/18 | ガヤック - キャプ・デ・クーヴェルト                       | 47 (個人TT)   | ヤン・ウルリッヒ             | ランス・アームストロング       |
| 13     | 7/19 | トゥールーズ（シテ・ド・レスパス） - オートロワ・ドマーヌ | 197,5         | カルロス・サストレ           | ランス・アームストロング       |
| 14     | 7/20 | サン・ジロン - ルーデンヴィエル                           | 191,5         | ジルベルト・シモーニ         | ランス・アームストロング       |
| 15     | 7/21 | バニェール＝ド＝ビゴール - リュズ・アルディダン           | 159,5         | ランス・アームストロング     | ランス・アームストロング       |
| 休息日 |      |                                                           |               |                              |                                |
| 16     | 7/23 | ポー - バイヨンヌ                                         | 197,5         | タイラー・ハミルトン         | ランス・アームストロング       |
| 17     | 7/24 | ダクス - ボルドー                                         | 181           | セルヴァイス・クナーヴェン   | ランス・アームストロング       |
| 18     | 7/25 | ボルドー - サン・マサン・ルコール                         | 203,5         | パブロ・ラストラス           | ランス・アームストロング       |
| 19     | 7/26 | ポルニ - ナント                                           | 49 (個人TT)   | デビッド・ミラー             | ランス・アームストロング       |
| 20     | 7/27 | ヴィル・ダヴレ - パリ・シャンゼリゼ                       | 152           | ジャン・パトリック・ナソン   | ランス・アームストロング       |

## 成績

### 総合成績
| 順位 | 選手名                       | 国籍           | チーム                       | 時間（時間:分:秒） |
| ---- | ---------------------------- | -------------- | ---------------------------- | ------------------ |
| 1    | ランス・アームストロング     | アメリカ合衆国 | USポスタルサービス           | 83:41:12           |
| 2    | ヤン・ウルリッヒ             | ドイツ         | チーム・ビアンキ             | +1:01              |
| 3    | アレクサンドル・ヴィノクロフ | カザフスタン   | チーム・テレコム             | +4:14              |
| 4    | タイラー・ハミルトン         | アメリカ合衆国 | チームCSC                    | +6:17              |
| 5    | アイマール・スベルディア     | スペイン       | エウスカルテル・エウスカディ | +6:51              |
| 6    | イバン・マヨ                 | スペイン       | エウスカルテル・エウスカディ | +7:06              |
| 7    | イヴァン・バッソ             | イタリア       | ファッサ・ボルトロ           | +10:12             |
| 8    | クリストフ・モロー           | フランス       | クレディ・アグリコール       | +12:28             |
| 9    | カルロス・サストレ           | スペイン       | チームCSC                    | +18:49             |
| 10   | フランシスコ・マンセボ       | スペイン       | ケス・デパーニュ             | +19:15             |
| 11   | デニス・メンショフ           | ロシア         | iバネスト.com                | +19:44             |
| 12   | ゲオルク・トチュニヒ         | オーストリア   |                              | +21:32             |
| 13   | ペーター・ルッテンベルガー   | オーストリア   |                              | +22:16             |
| 14   | マヌエル・ベルトラン         | スペイン       |                              | +23:03             |
| 15   | マッシミリアーノ・レッリ     | イタリア       |                              | +24:00             |
| 16   | リシャール・ビランク         | フランス       |                              | +25:31             |
| 17   | ヨルク・ヤクシェ             | ドイツ         |                              | +27:22             |
| 18   | ロベルト・ライセカ           | スペイン       |                              | +29:15             |
| 19   | ホセ・ルイス・ルビエラ       | スペイン       |                              | +29:37             |
| 20   | ディディエール・ルー         | フランス       |                              | +30:14             |

### ポイント賞
| 順位 | 選手名             | 国籍           | チーム           | ポイント |
| ---- | ------------------ | -------------- | ---------------- | -------- |
| 1    | バーデン・クック   | オーストラリア | FDジュー.com     | 216      |
| 2    | ロビー・マキュアン | オーストラリア | ロット・ドモ     | 214      |
| 3    | エリック・ツァベル | ドイツ         | チーム・テレコム | 188      |

### 山岳賞
| 順位 | 選手名                   | 国籍           | チーム             | ポイント |
| ---- | ------------------------ | -------------- | ------------------ | -------- |
| 1    | リシャール・ビランク     | フランス       | クイックステップ   | 324      |
| 2    | ローラン・デュフォー     | スイス         | アレッシオ         | 187      |
| 3    | ランス・アームストロング | アメリカ合衆国 | USポスタルサービス | 168      |

### 新人賞
| 順位 | 選手名                   | 国籍     | チーム        | 時間（時間:分:秒） |
| ---- | ------------------------ | -------- | ------------- | ------------------ |
| 1    | デニス・メンショフ       | ロシア   | Iバネスト.com | 84:00:56           |
| 2    | ミケル・アスタローザ     | スペイン | AG2R          | +42:29             |
| 3    | フアン・ミゲル・メルカド | スペイン | Iバネスト.com | +1:02:48           |

### チーム賞
| 順位 | チーム                       | 時間（時間:分:秒） |
| ---- | ---------------------------- | ------------------ |
| 1    | チームCSC                    | 248:18:18          |
| 2    | Iバネスト.com                | +21:46             |
| 3    | エウスカルテル・エウスカディ | +44:59             |